# Trent (South Dakota)
|  | Dieser Artikel wurde aufgrund von inhaltlichen Mängeln auf der Qualitätssicherungsseite des Projektes USA eingetragen. Hilf mit, die Qualität dieses Artikels auf ein akzeptables Niveau zu bringen, und beteilige dich an der Diskussion! Eine nähere Beschreibung der zu behebenden Mängel fehlt. |

Trent ist eine Kleinstadt im Moody County im US-Bundesstaat South Dakota. Das U.S. Census Bureau hat bei der Volkszählung 2020 eine Einwohnerzahl von 206 ermittelt.
Der Ort liegt im Süden des Countys und hat eine Fläche von 2,6 km². Wie alle Städte dieses Countys wird sie fast ausschließlich von Weißen bewohnt.